# Daniel Itzig

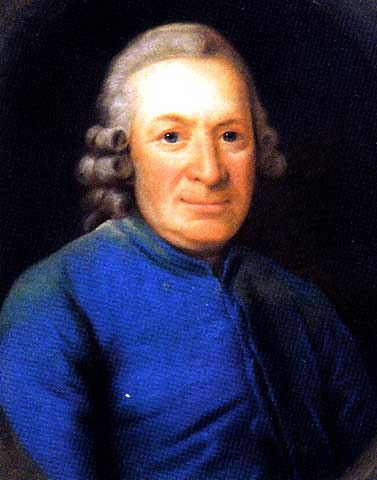
Daniel Itzig

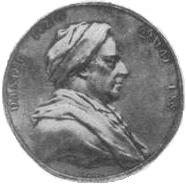
Medaille zu Itzigs 70. Geburtstag (1793)

Daniel Itzig (* 18. März 1723 in Berlin; † 21. Mai 1799 ebenda) war königlich preußischer Hoffaktor und einer der bedeutendsten jüdischen Bankiers in Preußen. Er war außerdem Vorsteher der Jüdischen Gemeinde Berlin und Landesältester der Judenschaften in den preußischen Provinzen.

## Leben
Daniel Itzig war königlich preußischer Hoffaktor, Münzunternehmer, Oberhofbankier, Lederfabrikant, Eisenhüttenbesitzer, Bergwerksunternehmer, Rittergutsbesitzer, Oberlandesältester der preußischen Juden in Berlin und im Jahr 1778 gemeinsam mit seinem Schwiegersohn David Friedländer Gründer der ersten jüdischen Freischule Chevrat Chinuch Ne'arim‚ Gesellschaft für Knabenerziehung‘ in Berlin.
Gemeinsam mit Veitel Heine Ephraim machte Itzig sein Vermögen als Münzpächter im Siebenjährigen Krieg (1756–1763). Der preußische König Friedrich II. ernannte ihn zum obersten Repräsentanten der Juden in Preußen. Anschließend war er Hoffaktor des nachfolgenden preußischen Königs Friedrich Wilhelm II. und erhielt von diesem im Jahr 1791 als erster Jude für sich und seine Familie das preußische Naturalisationspatent, also die rechtliche Gleichstellung mit den christlichen Untertanen Preußens.
Einerseits der Tradition fest verbunden – so war er seit 1764 Oberältester der jüdischen Gemeinde Berlins –, andererseits offen für die zeitgenössischen Wissenschaften und Künste, ließ Itzig seine 15 Kinder, und zwar seine Töchter ebenso wie seine Söhne, zeitgemäß der europäischen Aufklärung verpflichtet erziehen, unter anderen durch den Komponisten Wilhelm Friedemann Bach und den Philosophen Moses Mendelssohn. So schrieb ein Zeitgenosse einst: „Itzigs Töchter erhöhen die Anmut ihrer Schönheit durch ihre Talente, besonders für Musik, und durch einen fein gebildeten Geist.“
Daniel Itzig, moderner Großbürger und Oberhaupt einer der angesehensten und wohlhabendsten Familien Berlins, trug gemeinsam mit anderen Gleichgesinnten durch die Förderung junger Intellektueller, die sich seit etwa 1770 in Berlin um Moses Mendelssohn geschart hatten, maßgeblich dazu bei, dass sich die von Mendelssohn und seinen Anhängern betriebene Reformarbeit entfalten und Berlin zum Ausgangspunkt und Zentrum der jüdischen Aufklärung in Europa werden konnte.

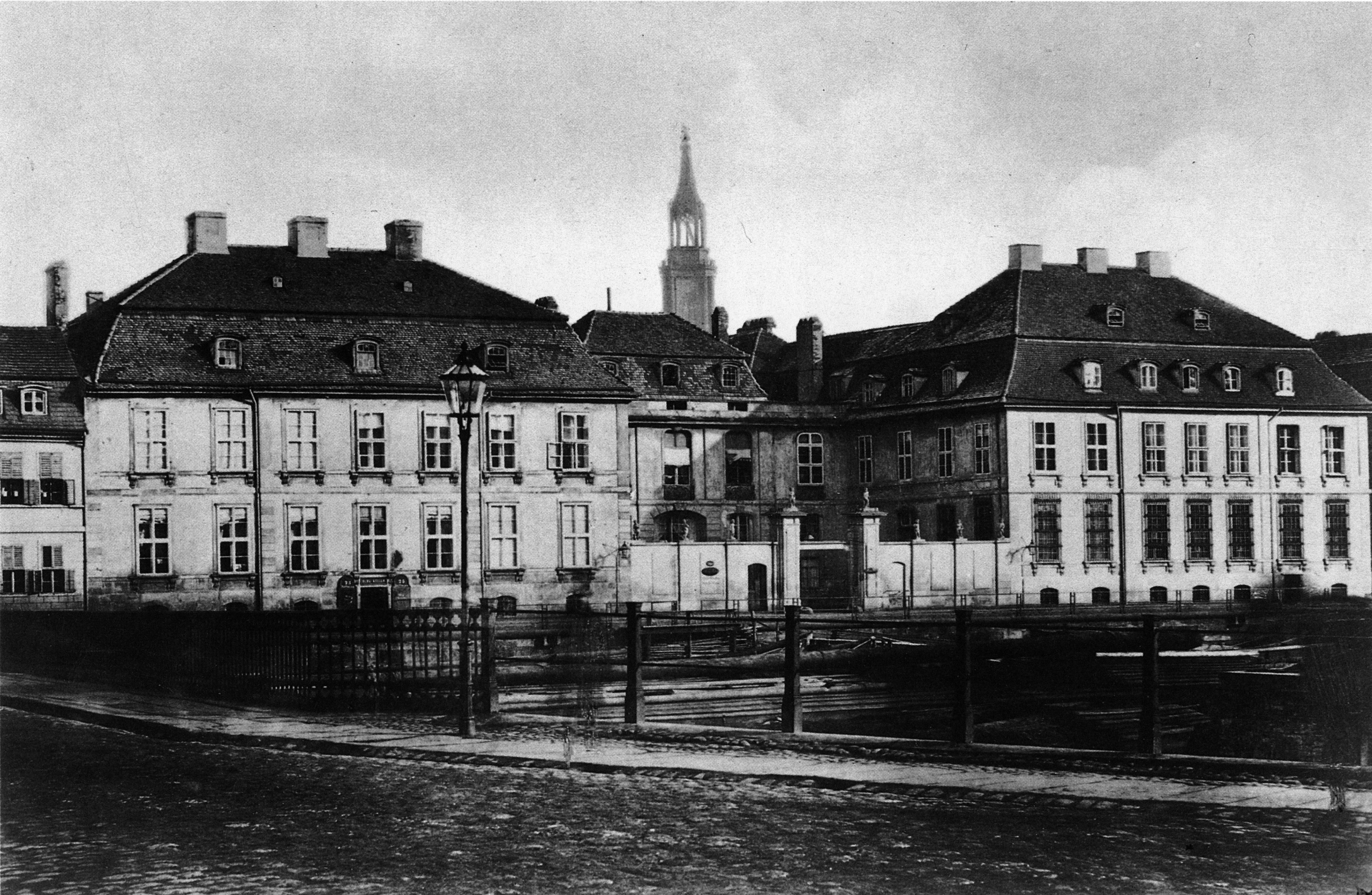
Palais Itzig um 1857

An der Ecke Burgstraße und der heutigen Anna-Louisa-Karsch-Straße kaufte er einen Komplex von fünf Häusern – darunter das 1718 von Philipp Gerlach erbaute Palais Montargues – und ließ sie bis 1765 zu einem stattlichen Palais umbauen. Sein Urenkel Friedrich Hitzig sollte es 1859 abreißen und als Architekt hier den Neubau der Börse ausführen.
Welchen Ansehens sich Itzigs Familie erfreute, zeigt die Tatsache, dass für die spätere Königin Luise, als sie mit ihrer Schwester im Jahr 1795 von Mecklenburg-Strelitz nach Berlin kam, das Itzig’sche Haus in der Schöneberger Hauptstraße zur Vorbereitung für ihren festlichen Einzug durch das Brandenburger Tor ausgewählt war.
Itzig wurde auf dem Alten jüdischen Friedhof in der Großen Hamburger Straße beigesetzt. Trotz seiner positiven Gesinnung gegenüber der modernen jüdischen Aufklärung war er zeitlebens der jüdischen Tradition treu geblieben, weshalb sein Grabstein selbstverständlich eine traditionelle hebräische Inschrift erhielt.

## Familie
Daniel Itzig, selbst aus weniger betuchter Familie stammend, heiratete am 9. August 1747 Mirjam Wulff (1727–1788) aus einer sehr wohlhabenden Familie. Sie hatten 15 Kinder. Drei ihrer fünf Söhne waren Freimaurer.
- Hanne Itzig (1748–1801) heiratete 1766 ihren Vetter Dr. med. Joseph Fliess (* 1745), Gutsbesitzer und Kammerrat.
- Bilka/Bella (Babette) Itzig (1749–1824) heiratete Levin Jacob Salomon (1738–1783). Ihre Tochter Lea Salomon heiratete den Bankier Abraham Mendelssohn Bartholdy, zu deren Kindern zählten Fanny Hensel, Felix Mendelssohn Bartholdy und Rebecka Dirichlet.
- Isaak Daniel Itzig (1750–1806) war preußischer Hofbaurat und Bankier. In zweiter Ehe war er verheiratet mit Edel Wulff (1764–1851).
- Blümchen Itzig (1752–1814) heiratete 1772 den aus Königsberg (Ostpreußen) stammenden Seidenfabrikanten David Friedländer (1750–1834), einen Schüler und Freund Moses Mendelssohns.
- Moses Daniel Itzig (1753–1783) war mit Mirjam Oppenheimer verheiratet, starb dreißigjährig und hinterließ eine Tochter Kela (1782–1856), die Michael Wolff (1771–1856) heiratete, einen Geschäftspartner von Mendel Oppenheim.
- Elias Daniel Itzig (1755–1818; ab 1799: Hitzig) wurde Lederfabrikant und Stadtrat in Potsdam. Er war verheiratet mit Miriam Leffmann. Zu seinen Kindern gehörten unter anderen Julius Eduard Hitzig (1780–1849), Henriette Hitzig (1781–1845), die spätere Ehefrau Nathan Mendelssohns, und Caroline Hitzig (1784–1848), die spätere Ehefrau Paul Ermans.
- Bonem (Benjamin) Daniel Itzig (1756–1833) heiratete 1780 Zippora Wulff (1760–1831).
- Vögele (Fanny) Itzig (1758–1818) heiratete Nathan Arnstein (später Freiherr von Arnstein) in Wien und gründete als erste Wiener Jüdin einen literarisch-musikalischen Salon. Sie war Mitbegründerin der Wiener Gesellschaft der Musikfreunde, Gönnerin Mozarts und Haydns und wie ihre Schwestern Hanna, Zippora und Sara eine hervorragende Cembalistin.
- Zippora (Cäcilie) Itzig (1760–1836) heiratete 1777 Simcha Bonem (Benjamin) Wulff, von dem sie sich später wieder scheiden ließ. In zweiter Ehe heiratete sie den jüdischen Bankier Bernhard Freiherr von Eskeles (1753–1839) in Wien, wo sie wie ihre Schwester Fanny einen Salon führte und Beethoven förderte.
- Sara Itzig (1761–1854), seit 1783 verheiratet mit Samuel Salomon Levy (1760–1806), war eine hervorragende Cembalospielerin, die ab etwa 1800 ihr Haus Hinter den Neuen Packhof 3 zu einem musikalisch-literarischen Salon entwickelte, der ein halbes Jahrhundert bestand.
- Rebecca Itzig (1763–1846) heiratete David Veitel Ephraim (später: Johann Andreas Schmidt; 1762–1835).
- Jakob Daniel Itzig (1764–1838) heiratete 1785 Sara Wulff (1766–1850).
- Recha Itzig (1766–1841) blieb unverheiratet und vermachte ihr Vermögen wohltätigen Stiftungen.
- Henriette Itzig (1767–1842) heiratete den Bankier Mendel Oppenheim (1758–1820). Zu ihren Nachkommen zählen die Oppenfelds.
- Lea Itzig (1768–1794) heiratete den Kaufmann Bernhard Seligmann (auch: Seeligmann; 1769–1815).